# Thereva panotshinii
Thereva panotshinii är en tvåvingeart som beskrevs av Paramonov 1927. Thereva panotshinii ingår i släktet Thereva och familjen stilettflugor. Inga underarter finns listade i Catalogue of Life.